# Wojciechowice (powiat opatowski)
Wojciechowice – wieś w Polsce położona w województwie świętokrzyskim, w powiecie opatowskim, w gminie Wojciechowice.
Wieś jest siedzibą gminy Wojciechowice. We wsi funkcjonuje Publiczna Szkoła Podstawowa im. Franciszka Kamińskiego.
Prywatna wieś szlachecka położona była w drugiej połowie XVI wieku w powiecie sandomierskim województwa sandomierskiego. W latach 1975–1998 miejscowość należała administracyjnie do województwa tarnobrzeskiego.
Miejscowość leży na trasie  zielonego szlaku rowerowego im. Witolda Gombrowicza.

## Części wsi
| SIMC    | Nazwa                    | Rodzaj    |
| ------- | ------------------------ | --------- |
| 0810443 | Wojciechowice Poduchowne | część wsi |
| 0810450 | Wojciechowice-Wieś       | część wsi |

W Wojciechowicach znajdują się także obiekty fizjograficzne o nazwach: Chłopskie Łąki, Dworski Staw, Dworskie Pola, Kaczyniec, Mikułowskie Pola, Morgi, Plebańskie Pola. Przez wieś przepływa dopływ rzeki Kamiennej.

## Historia
Wojciechowice to jedna z najstarszych miejscowości powiatu opatowskiego. Pierwsze ślady człowieka odkryte na tym terenie pochodzą z epoki neolitu. Osada istniała także w epoce brązu i epoce żelaza. Lokalna tradycja ludowa utrzymuje, że w czasach pogańskich istniała tu gontyna, na miejscu której powstał później kościół.
Pochodzenie nazwy wsi jest niejasne. Według Długosza w 1362 r. niejaki Wojsław (lub Wojszyk) – kanonik sandomierski lub krakowski – ufundował tu kościół parafialny. Zapewne musiała istnieć już wówczas wieś. Ponieważ kościół był pod wezwaniem św. Wojciecha, wieś nazwano Wojciechowicami. Nazwę wsi należy zatem uznać za nazwę kulturową, a nie patronimiczną. Dziesięcinę z 12 łanów kmiecych w wysokości 12 grzywien pobierał biskup krakowski. Za czasów Długosza (w połowie XV wieku) w miejscowości były 4 folwarki rycerskie oraz 2 karczmy, a 4 zagrodników z rolą oddawało dziesięcinę miejscowemu plebanowi.
W 1578 r. Wojciechowice miały czterech właścicieli. Piotr Rzuchowski posiadał część działu (Wojciechowice Małe), na którym był jeden zagrodnik na czynszu odrabiający pańszczyznę. Druga część (pół łanu) należała do Anny Mietelskiej. Odrabiał na niej pańszczyznę jeden osadnik. Miał do pomocy pięciu innych osadników, służbę oraz jednego komornika bez bydła i sprzężaju, który także odrabiał tu pańszczyznę. Trzecim współwłaścicielem staropolskich Wojciechowic był Stanisław Białaczowski, który oddał swoją część w dzierżawę Pozowskiemu. Ten płacił czynsz właścicielowi, a pańszczyznę odrabiał tu jeden zagrodnik gospodarujący na półłanku. Do pomocy miał dwóch chałupników. Czwartą właścicielką wsi była Katarzyna Mietelska. Jej część dawała utrzymanie czterem zagrodnikom i dwóm chałupnikom bez sprzężaju, którzy odrabiali pańszczyznę na jednym łanie.
Później właściciele dóbr wojciechowickich zmieniali się z nieregularną częstotliwością. Co kilkadziesiąt, co kilkanaście, a nawet co kilka lat. Z reguły Wojciechowice przechodziły z rąk do rąk drogą spadku, podziałów (działów) rodzinnych, sprzedaży zwykłej lub sprzedaży po wystawieniu na licytacji.
Przyległa do Wojciechowic wieś Mikułowice – nieznana jeszcze Długoszowi – musiała wówczas dopiero wydzielić się jako odrębna całość z obszaru Wojciechowic (Wielkich), będącego w posiadaniu braci: Kacpra,
Krzysztofa i Wojciecha Mikułowskich (prawdopodobnie to oni, z biegiem czasu, zaczęli nazywać swoją część Mikułowicami). Przy rozgraniczeniu wsi kościół oraz cmentarz zostały wówczas włączone do Mikułowic.
W roku 1578 obie wsie liczyły łącznie 9 łanów, podczas gdy za Długosza same Wojciechowice miały ich aż 12.
W 1632 roku niejaki Tymoteusz Ligeuza (Ligęza), podskarbi koronny, wystawił w Wojciechowicach kaplicę z kopułą przy kościele, a pod nią urządził groby dla swej rodziny. W kaplicy tej znajdował się malowany na drzewie starożytny obraz Matki Boskiej.
W XVIII wieku swoją obecność w dobrach wojciechowickich zaznaczyli Wykowscy. Pod koniec tego stulecia administratorem dóbr był Wawrzyniec Nowojewski – szlachcic, który nie miał własnego majątku i zajął się dzierżawą.
W XIX wieku właścicielami Wojciechowic była rodzina Jasieńskich. Pod koniec 1804 r. Józef Jasieński nabył od Marianny Wykowskiej Wojciechowice Wielkie z wsią zarobną Koszyce, dwoma lasami, leśnictwem, karczmą pod lasem, spichlerzem lądowym w Zawichoście. Zaś w 1832 r. dobra Koszyce z przyległościami kupił od niego Leon Jasieński. Po czterech latach dobra Koszyce i Wojciechowice przeszły na Teresę z Bajerów Jasieńską. Zaś w 1858 r. przejął je Bolesław Jasieński. W 1864 w wyniku uwłaszczenia chłopów przeprowadzonego na mocy ukazu cara Aleksandra II Romanowa mieszkańcy Wojciechowic stali się właścicielami posiadanej ziemi i budynków. W 1865 r. majątek pouwłaszczeniowy został wystawiony na licytację i kupiony przez ziemianina Leona Jasieńskiego.
Jak podaje Słownik geograficzny Królestwa Polskiego, Wojciechowice (właściwie: Wojciechowice Wielkie) były wsią i folwarkiem w powiecie opatowskim, gminie Wojciechowice, parafii Mikułowice. Leżały w odległości 14 wiorst od Opatowa. Miejscowość liczyła wówczas 21 domów i 220 mieszkańców. We wsi swoje siedziby miała szkoła początkowa oraz urząd gminy. Cała gmina Wojciechowice miała wtedy 4756 mórg (z czego 418 mórg stanowiło własność włościańską) oraz 4340 mieszkańców (w tym 10 protestantów i 69 Żydów). Sąd gminny okręgu V mieścił się w oddalonym o 8 wiorst Ćmielowie, a stacja pocztowa w Ożarowie.
W skład gminy wchodziły wówczas: Bidziny, Chorochów, Drygulec, Gajówka-Zielonka, Gierczyce, Grochocice, Hultajka, Jasice, Julianów, Kaliszany, Koszyce, Kunice, Lisów, Łopata, Łukawka, Ługi, Maryanów, Mierzanowice, Mikułowice, Podgajcze, Smugi-Spoczynek, Śródborze, Stodoły-Wieś, Stróża, Wojciechowice oraz Zielonka.
W 1870 roku dobra Wojciechowice Wielkie składały się z folwarków: Wojciechowice i Koszyce wraz z nomenklaturą Stróża. Rozległość dóbr szacowano wówczas na 1421 mórg, z czego folwark Wojciechowice posiadał 600 mórg gruntów ornych i ogrodów, 37 mórg łąk, 10 mórg pastwisk, 243 morgi lasu, 2 morgi terenów wodnych, 8 mórg osady leśnej, 10 mórg nieużytków, 1 budynek murowany oraz 23 drewniane. Stosowano tam płodozmian 16-polowy.
Z kolei w skład folwarku Koszyce wchodziło: 222 morgi gruntów ornych i ogrodów, 60 mórg łąk, 12 mórg pastwisk, 211 mórg lasu, 1 morga terenów wodnych, 5 mórg nieużytków, 14 budynków drewnianych, nieurządzony las, pokłady torfu oraz wiatrak.
Wieś Wojciechowice Wielkie miała 104 morgi ziemi i 25 osadników, podczas gdy wieś Koszyce 89 mórg i 12 osadników.
W 1872 r. 453-hektarowy majątek ziemski Wojciechowice kupił Józef Wykowski. Kilka lat później folwark nabyli Helena z Kotkowskich i Mieczysław Cichowscy. Następnie włości przeszły na ich córkę Wandę Baczyńską oraz jej męża Stanisława, a w 1930 r. na dwójkę ich dzieci.
Na początku XX wieku do szkoły w Wojciechowicach uczęszczał Franciszek Kamiński, późniejszy komendant główny Batalionów Chłopskich. 
W Wojciechowicach koncentrowały się gminne bądź gromadzkie instytucje i placówki: urząd administracji lokalnej, ośrodek zdrowia, szkoła, bank, posterunek milicji bądź policji, poczta, lecznica dla zwierząt, dom kultury, biblioteka, placówki handlowe i usługowe.

## Zabytki
- Gotycki kościół św. Wojciecha – ufundowany w 1362 roku przez Wojsława herbu Wilczekosy – kanonika sandomierskiego. Wewnątrz barokowa kaplica Matki Boskiej z XVII wieku. W prezbiterium kościoła sklepienie krzyżowo-żebrowe. Ołtarz główny barokowy. Wyposażenie barokowe (m.in. chrzcielnica) i rokokowe (ławki i ambona). Kościół był restaurowany w latach 1962 i 1987.

Kościół wraz z kostnicą z przełomu XVIII/XIX w. oraz ogrodzeniem z bramką został wpisany do rejestru zabytków nieruchomych (nr rej.: A.588/1-3 z 16.03.1956, z 15.04.1967 i z 30.07.1982).
- Cmentarz parafialny (nr rej.: A.589 z 14.06.1988)[8].
- Park dworski z I połowy XIX w. (nr rej.: 602 z 12.12.1957 oraz 451/A z 25.10.1991)[8].

## Sport
We wsi istnieje klub piłkarski Ester Wojciechowice. W sezonie 2007/08 grał w IV grupie świętokrzyskiej w klasie A.